# Черето (Мачерата)
Черето (итал. Cerreto) насеље је у Италији у округу Мачерата, региону Марке.
Према процени из 2011. у насељу је живело 7 становника. Насеље се налази на надморској висини од 695 м.